# Абакумовський
Абакумовський — колишній хутір Кореніченського сільського округу. Виник в 1909 р. поряд з д. Абакумова, недалеко від р. Неклюдовки. Місцевість навколо горбиста. Ґрунт підзольний, підґрунтя глинисте.

## Історія
У 1919 р. в ньому був 1 селянський двір з 3 мешканцями (2 чоловіків і 1 жінка).
Дані за 1926 р.: хутір входив до складу Старицької волості Абакумовскої сільради. Число господарств селянського типу — 11, у них 65 мешканців (32 чоловіки і 33 жінки). Селище землевпорядковане в 1925 р. За ним закріплено 168,97 десятини землі: ріллі — 60,03; лісу (чагарнику) — 100,56; інших угідь — 8,38. Мався інвентар: 1 борона, 3 залізних плуга, а також дерев'яні плуги і борони. Деякі селяни їхали працювати водниками в м.Ленінград і Шліссельбург. У місцевому промислі працювали кравець.
У 1936 р. хутір ліквідували, а все майно передали в д. Абакумова.